# Хачиндербетлі
Хачиндербетлі (азерб. Xaçındərbətli) — село у Агдамському районі Азербайджану. Село розташоване на південному березі Хаченського водосховища. Після війни у селі було збудовано близько півтора десятка одноповерхових котеджів. Будинки були передані переважно вимушеним переселенцям. У 2002 р. був збудований артезіанський колодязь.